# The Copenhagen Post
The Copenhagen Post, digitalt kendt som CPHpost og juridisk som The Post ApS, er et engelsksproget nyhedsmedie, der leverer nyheder, analyser og kommentarer til det internationale samfund i Danmark – herunder expats, diplomater, studerende, erhvervsfolk og turister.

## Indhold, målgruppe og fællesskab
The Copenhagen Post dækker danske og lokale nyheder, politik, erhverv, miljø, kultur, livsstil og sport med et internationalt blik. Indholdet skrives af både danske og udenlandske skribenter og inkluderer praktiske guider, forklarende journalistik og debatindlæg rettet mod engelsktalende læsere.
Målgruppen tæller expats, internationale studerende, diplomater, indvandrere og danskere med interesse for engelsksproget journalistik. I juni 2025 havde avisen en digital rækkevidde på over 100.000 månedlige læsere via hjemmeside, nyhedsbreve og sociale medier. Mediet driver også fællesskabsorienterede initiativer som Connect Club, der skaber forbindelse mellem udlændinge og det danske samfund gennem foredrag, debatter, samtaler og besøg hos både offentlige og private institutioner.
Samtidig er The Copenhagen Post en internationalt anerkendt og bredt citeret nyhedskilde i forbindelse med nyhedsdækning af Danmark, Færøerne og Grønland.

## Grundlæggelse og historie
The Copenhagen Post blev grundlagt i 1997 af den britiske journalist og iværksætter San Shepherd for at imødekomme det stigende behov for engelsksprogede nyheder om danske forhold. Den udkom i starten som ugeavis og udviklede senere en digital strategi i 2000’erne og var i mange år ejet af advokat og tidl. formand i JP/Politikens Hus, Ejvind Sandal.
I 2023 blev avisen overtaget i et initiativ ledet af PR-rådgiver Nicolai Frederik Bonnén Rossen, der sammen med REKOM Groups medstifter Mads Christian Friis finansierede en strategisk genopretning. Jesper Skeel blev indsat som administrerende direktør.
I juni 2025 trådte Lars Vesterløkke -tidligere adm. direktør for nyhedsbureauet Ritzau (2008–2024) samt konstitueret generaldirektør (2004–2005) og programchef i DR- ind i ejerkredsen som chefredaktør og adm. direktør via et opkøb af 33 % af anparterne.

## Ejerskab, offentlig støtte og tilsyn
The Copenhagen Post er et redaktionelt uafhængigt medie udgivet af The Post ApS, der modtager mediestøtte fra Slots- og Kulturstyrelsen og er underlagt Pressenævnet, som fører tilsyn med mediernes presseetik i Danmark.
Per juni 2025 ejes The Post ApS af en række holdingselskaber kontrolleret af hhv. Lars Vesterløkke, Jesper Skeel, Mads Christian Friis og Nicolai Frederik Bonnén Rossen samt privat af Nicolai Kampmann, der alle indgår i et uformelt Advisory Board, som bidrager til The Copenhagen Posts strategiske retning.